# Alexandra Razariónova
Alexandra Guérmanovna Razariónova –en ruso, Александра Германовна Разарёнова– (Leningrado, 17 de julio de 1990) es una deportista rusa que compite en triatlón.
Ganó una medalla de bronce en el Campeonato Mundial de Triatlón por Relevos Mixtos de 2012 y tres medallas en el Campeonato Europeo de Triatlón entre los años 2012 y 2016. Además, obtuvo una medalla de plata en el Campeonato Europeo de Triatlón de Velocidad de 2018.

## Palmarés internacional
| Campeonato Mundial por Relevos Mixtos | Campeonato Mundial por Relevos Mixtos | Campeonato Mundial por Relevos Mixtos | Campeonato Mundial por Relevos Mixtos |
| Año                                   | Lugar                                 | Medalla                               | Prueba                                |
| ------------------------------------- | ------------------------------------- | ------------------------------------- | ------------------------------------- |
| 2012                                  | Estocolmo (Suecia)                    | Medalla de bronce                     | Relevo mixto                          |
| Campeonato Europeo                    |                                       |                                       |                                       |
| Año                                   | Lugar                                 | Medalla                               | Prueba                                |
| 2012                                  | Eilat (Israel)                        | Medalla de oro                        | Relevo mixto                          |
| 2013                                  | Alanya (Turquía)                      | Medalla de plata                      | Relevo mixto                          |
| 2016                                  | Lisboa (Portugal)                     | Medalla de plata                      | Relevo mixto                          |

| Campeonato Europeo | Campeonato Europeo | Campeonato Europeo | Campeonato Europeo |
| Año                | Lugar              | Medalla            | Prueba             |
| ------------------ | ------------------ | ------------------ | ------------------ |
| 2018               | Tartu (Estonia)    | Medalla de plata   | Individual         |